# Torre Banesco
La Torre Banesco 1 es un rascacielos ubicado en la ciudad de Caracas en Venezuela. La Torre Banesco 1, y la Torre Banesco 2, fueron construidas y concluidas en el año 1993. Las dos torres fueron la sede principal de la entidad bancaria Banesco hasta la construcción de Ciudad Banesco en el año 2004. la Torre Banesco 1 tiene una altura de 107 m, colocándola entre las mayores edificaciones de la ciudad. 

## Especificación
La torre posee 23 pisos que sirven como oficinas, construida con un diseño postmodernista, rectangular con diversas líneas que sobresalen, está hecha a base de concreto y acero, mientras que su exterior está recubierto de tablilla similar al ladrillo y vidrio de tono verde.
La Torre se ubica en la Urbanización El Rosal, importante sector financiero del municipio Chacao de Caracas, junto con la Torre Banesco se encuentra la Torre Banesco 2 de más reciente construcción que sirvió durante la gran expansión del banco en los últimos años. Otras importantes torres ubicadas a los alrededores son la Torre BFC perteneciente anteriormente a Shell, Torre Europa, Torre Standford Bank, entre otras.